# Julian Schauerte
Julian Schauerte (Lennestadt, 2 aprile 1988) è un calciatore tedesco, difensore del Gütersloh.

## Palmarès

### Club

#### Competizioni nazionali
- 3. Liga: 1

Sandhausen: 2011-2012
- 2. Fußball-Bundesliga: 1

Fortuna Düsseldorf: 2017-2018